# Femi Ogunode
Femi Seun Ogunode (né le 15 mai 1991 à Ondo) est un athlète nigérian naturalisé qatarien,  spécialiste des épreuves de sprint. Il est le détenteur du record d'Asie du 100 m avec le temps de 9 s 91, établi en 2015 lors des championnats d'Asie de Wuhan et égalé en 2016. Son frère Tosin Ogunode détient le record du Qatar du 60 m en 6 s 50.

## Biographie
Nigérian, il est naturalisé qatarien, où il s'est installé en 2009, en septembre 2010 à dix-neuf ans.
Il remporte la médaille d'or sur 200 m lors des Championnats d'Asie d'athlétisme 2011 en battant le record des championnats en 20 s 41. À Oslo le 4 juin 2010, il court en 10 s 09. Lors des Championnats du monde de Daegu en août 2011, il se hisse en demi-finales du 200 m. Il y prend la 3e place en 20 s 58 derrière les deux qualifiés pour la finale Christophe Lemaitre et Nickel Ashmeade.
Femi Ogunode est suspendu deux ans par l'IAAF du 9 janvier 2012 au 8 janvier 2014 après avoir fait l'objet d'un contrôle antidopage positif  au clenbutérol en décembre 2011 lors des Jeux panarabes.
Deux mois après la fin de sa suspension pour dopage, Femi Ogunode prend la 3e place de la finale des Championnats du monde en salle de Sopot, départagé au millième avec le Chinois Su Bingtian et le Zambien Gerald Phiri. 
Le 28 septembre 2014, Femi Ogunode remporte le 100 m lors des Jeux asiatiques à Incheon. Il établit un nouveau record d'Asie avec un temps de 9 secondes et 93 centièmes. C'est la première fois de sa carrière qu'il descend sous les 10 secondes. 
Le 4 juin 2015, il remporte le titre du 100 m des championnats d'Asie, à Wuhan en Chine, et améliore de 2/100e de seconde son propre record d'Asie en 9 s 91. Il bat ensuite le record des championnats sur 200 m en 20 s 28 en demi-finale et remporte la finale sous la pluie en 20 s 32.
En 2016 il fait un excellent début de saison en courant le 100 mètres en 9 s 94 à Nassau, avec un vent légèrement trop favorable. Il égale ensuite son record d'Asie à Gainesville lorsqu'il remporte le 100 m devant Isiah Young et Nickel Ashmeade. Aux Jeux de Rio il est éliminé dès les séries, sur 100 m tout comme sur 200 m.
Le 7 juillet 2017, Tosin Ogunode ne réitère pas son titre de champion d'Asie du 100 m, battu d'un centième par l'Iranien Hassan Taftian (10 s 25 contre 10 s 26).

## Vie privée
Il est père d'un fils, né le 8 juin 2013.

## Palmarès
| Date | Compétition                     | Lieu             | Résultat | Épreuve   | Temps         |
| ---- | ------------------------------- | ---------------- | -------- | --------- | ------------- |
| 2010 | Jeux asiatiques                 | Canton           | 1er      | 200 m     | 20 s 43       |
| 2010 | Jeux asiatiques                 | Canton           | 1er      | 400 m     | 45 s 12       |
| 2011 | Championnats d'Asie             | Kōbe             | 1er      | 200 m     | 20 s 41       |
| 2011 | Jeux mondiaux militaires        | Rio de Janeiro   | 1er      | 100 m     | 10 s 07       |
| 2011 | Jeux mondiaux militaires        | Rio de Janeiro   | 1er      | 200 m     | 20 s 46       |
| 2011 | Championnats du monde           | Daegu            | 8e       | 400 m     | 45 s 55       |
| 2011 | Championnats panarabes          | Al-Aïn           | 3e       | 100 m     | 10 s 37       |
| 2011 | Championnats panarabes          | Al-Aïn           | 1er      | 200 m     | 20 s 59       |
| 2011 | Jeux panarabes                  | Doha             | finale   | 100 m     | DQ            |
| 2011 | Jeux panarabes                  | Doha             | finale   | 200 m     | DQ            |
| 2014 | Championnats du monde en salle  | Sopot            | 3e       | 60 m      | 6 s 52 PB     |
| 2014 | Coupe continentale              | Marrakech        | 3e       | 100 m     | 10 s 04       |
| 2014 | Coupe continentale              | Marrakech        | 3e       | 200 m     | 20 s 17       |
| 2014 | Jeux asiatiques                 | Incheon          | 1er      | 100 m     | 9 s 93 AR     |
| 2014 | Jeux asiatiques                 | Incheon          | 1er      | 200 m     | 20 s 14 GR    |
| 2015 | Championnats panarabes          | Madinat 'Isa     | 1er      | 100 m     | 10 s 04       |
| 2015 | Championnats panarabes          | Madinat 'Isa     | 1er      | 200 m     | 20 s 52       |
| 2015 | Championnats panarabes          | Madinat 'Isa     | 2e       | 4 x 100 m | 39 s 87       |
| 2015 | Championnats d'Asie             | Wuhan            | 1er      | 100 m     | 9 s 91 AR     |
| 2015 | Championnats d'Asie             | Wuhan            | 1er      | 200 m     | 20 s 32       |
| 2015 | Championnats d'Asie             | Wuhan            | 1er      | 4 x 400 m | 3 min 02 s 50 |
| 2015 | Championnats du monde           | Pékin            | 7e       | 200 m     | 20 s 27       |
| 2015 | Ligue de diamant                | Ligue de diamant | 4e       | 100 m     | détails       |
| 2017 | Jeux de la solidarité islamique | Bakou            | 7e       | 100 m     | 11 s 46       |
| 2017 | Championnats d'Asie             | Bhubaneswar      | 2e       | 100 m     | 10 s 26       |
| 2017 | Championnats d'Asie             | Bhubaneswar      | 3e       | 200 m     | 20 s 75       |
| 2019 | Championnats d'Asie             | Doha             | finale   | 200 m     | DNF           |
| 2021 | Championnats panarabes          | Radès            | 1er      | 100 m     | 10 s 19       |
| 2021 | Championnats panarabes          | Radès            | 1er      | 200 m     | 20 s 60       |

## Records
| Épreuve | Performance | Lieu              | Date                      |
| ------- | ----------- | ----------------- | ------------------------- |
| 60 m    | 6 s 52      | Sopot             | 8 mars 2014               |
| 100 m   | 9 s 91      | Wuhan Gainesville | 4 juin 2015 22 avril 2016 |
| 200 m   | 19 s 97     | Bruxelles         | 11 septembre 2015         |
| 400 m   | 45 s 12     | Canton (Chine)    | 22 novembre 2010          |